# 동군연합

동군연합(同君聯合, Personal union)은 동일한 군주가 서로 독립된 2개 이상의 국가를 다스리는 정부의 형태를 말한다.

## 물적 동군연합
물적 동군연합(物的 同君聯合)은 군주국 상호간에 인정되는 국가 결합의 형태로 같은 군주가 조약에 따라 둘 이상의 국가들을 함께 다스리는 것과 동시에, 군주의 동일성을 기반으로 하여 통치 기구의 일부가 공통의 기관에 의하여 처리되는 국가를 말한다. 오늘날 이것을 취하는 나라는 없다.

### 대표적인 물적 동군연합
- 당나라와 돌궐
- 오스트리아-헝가리
- 폴란드-리투아니아
- 칼마르 동맹
- 덴마크-노르웨이
- 스웨덴-노르웨이
- 스페인과 포르투갈 왕국 간의 이베리아 동군연합
- 프랑스 왕국과 나바라 왕국
- 청나라와 몽골
- 북해 제국
- 핀란드 대공국과 러시아 제국

## 인적 동군연합
인적 동군연합(人的 同君聯合)은 단지 같은 군주가 둘 이상의 나라를 다스릴 국가 원수를 겸할 뿐, 서로의 정부(政府)는 완전히 분리되어 있는 독립적인 관계를 일컫는다. 오늘날의 유사한 형태로는 영연방 왕국이 있다.

### 대표적인 인적 동군연합
- 1102년부터 1526년까지의 크로아티아와 헝가리(크로아티아-헝가리 동군연합)
- 1618년부터 1701년까지의 브란덴부르크-프로이센
- 1714년부터 1837년까지의 그레이트브리튼 왕국과 하노버 왕국
- 1815년부터 1890년까지의 네덜란드와 룩셈부르크
- 1871년부터 1918년까지의 독일 제국과 프로이센 왕국
- 1918년부터 1944년까지의 덴마크와 아이슬란드 왕국
- 영연방 왕국

## 같이 보기
- 국가 연합
- 통일